# (9585) 1990 QY2
(9585) 1990 QY2 là một tiểu hành tinh vành đai chính. Nó được phát hiện bởi Henry E. Holt ở Đài thiên văn Palomar ở Quận San Diego, California, ngày 28 tháng 8 năm 1990.